# Ancistrocerus xanthodesmus
Ancistrocerus xanthodesmus är en stekelart som beskrevs av Carlos Schrottky 1909. Ancistrocerus xanthodesmus ingår i släktet murargetingar, och familjen Eumenidae. Inga underarter finns listade i Catalogue of Life.